# 禾本甾醇
禾本甾醇（英語：Gramisterol，或称作24-亚甲基冠影掌烯醇，24-Methylenelophenol，化学名4α-甲基-5α-麦角甾-7,24(28)-二烯-3β-醇，4α-Methyl-5α-ergosta-7,24(28)-dien-3β-ol）是植物和真菌甾醇的代谢中间产物，分子式C29H48O，可由酶HYD1催化4α-甲基粪生甾醇而来。